# Marin Sorescu
Marin Sorescu (Bulzeşti, 1936. február 19. vagy február 29. – Bukarest, 1996. december 8.) román író, festő, műfordító, a Román Akadémia tagja, 1993 és 1995 között művelődési miniszter Nicolae Văcăroiu kormányában.

## Élete
Dolj megyében született, egy hatgyermekes család ötödik gyermekeként. Az elemi iskolát szülőfalujában végezte, majd a craiovai Frații Buzești Líceumban illetve a murgaşi-i iskolában folytatta tanulmányait. 1950-től a predeali katonai középiskola tanulója volt. 1955-től egyetemi tanulmányait végezte a jászvásári Alexandru Ioan Cuza Egyetem bölcsészkarán, előbb az orosz nyelv és irodalom, majd a román nyelv és irodalom szakon. Első verse 1959-ben jelent meg a Viața Studențească című diáklapban.
1960-ban az egyetem elvégzése után Bukarestbe költözött, ahol a Viața Studențească című diáklap főszerkesztőjévé nevezték ki. 1961–1962-ben a Luceafărul című irodalmi lap szerkesztőjeként tevékenykedett. 1964-ben elküldte néhány versét George Călinescunak, aki lelkes cikket írt róla a Contemporanul című lapba. 1964-ben jelent meg első önálló kötete, a paródiákat tartalmazó Singur printre poeţi [Egyedül költők között]. 1966-ban megjelent verseskötetével elnyerte a Romániai Írószövetség költészeti díját.
1966 és 1972 a bukaresti Animafilm rajzfilmstúdiónál dolgozott vezető beosztásban. Közben 1970–1971-ben részt vett a Iowai Egyetem nemzetközi irói programjában, 1972-ben pedig elnyert egy éves tanulmányi ösztöndíjat a Nyugat-Berlin-i Művészeti Akadémiára. Még négyszer nyerte el az írószövetség költészeti díját, 1968-ban és 1977-ben a pedig Román Akadémia díját. 1978-ban átvette a craiovai Ramuri című folyóirat vezetését, ahol számos fiatal tehetséget gyűjtött össze. A rendszerváltás előtt több mint harminc kötete jelent meg, és annyira népszerűvé vált, hogy könyvei az 1970-es években hiánycikknek számítottak. Az 1980-as években kiesett a Ceauşescu-rendszer kegyeiből, miután részt vett egy transzcendentális meditációs tanfolyamon; egy ideig kényszerlakhelyre ítélték, utóbb az akkor nagyon befolyásos Adrian Păunescu közbenjárására büntetését elengedték. 1983-ban a Román Akadémia irodalmi Nobel-díjra jelölte.
1991-ben Herder-díjat kapott. Ugyanebben a Ramuri folyóirat majdnem teljes szerkesztősége (a gépírónő, a műszaki szerkesztő és a takarítónő kivételével) levelet írt Mircea Dinescunak, az írószövetség elnökének, amelyben Sorescut azzal vádolták, hogy diktátorként írányítja a lapot, és becsméreli a legnagyobb kortárs írókat (Ştefan Augustin Doinaş, Mircea Dinescu, Ana Blandiana, Nicolae Manolescu, Eugen Ionescu, Emil Cioran). Sorescu az általa igazságtalannak tartott vádak miatt lemondott a lap vezetéséről. 1992-ben a Román Akadémia tagja lett, és ugyanebben az évben védte meg Insolitul ca energie creatoare, cu exemple din literatura română című filológiai doktori értekezését a bukaresti egyetemen. Szintén 1992-ben a Román Akadémia ismét irodalmi Nobel-díjra jelölte, és bejutott a rövid listára.
1993. november 25. és 1995. május 5. között párton kívüliként a Văcăroiu-kormány művelődési minisztereként tevékenykedett; Politikai szerepvállalása miatt sokat vesztett népszerűségéből.
1996. december 6-án hepatitiszben hunyt el egy bukaresti kórházban. Hagyatékában mintegy tizenöt kötetnyi vers, esszé, naplójegyzet és regény maradt fenn.

## Munkássága

### Költészet
Verseire a derű és a köznapi beszédre hasonlító egyszerűség jellemző, amelyekkel azonban túllép az előítéleteken. Látszólag naív, sajátosan egyéni  iróniája mélyebb gondolatokat takar. Szóhasználata szándékosan nem tartalmaz költői eszközöket, hanem a vers egésze válik metaforává. A hagyományosan idillikusan vagy tragikusan ábrázolt falusi-paraszti életet mesés és groteszk elemekkel ruházza fel, a mítoszokat (például Manole mester történetét)  demitizálja.
Első kötete után George Călinescu azt írta Sorescuról, hogy különleges képessége van a kisszerű dolgok fantasztikumának megragadására, és megtalálja azt a nézőpontot, ami másnak előtte nem tűnt fel. Constantin Stănescu irodalomkritikus szerint Sorescu „állandóan azt játssza, hogy az értelmével  uralja az ösztöneit,” majd „szabadon enged egy szkeptikus mormolást, mely aztán ott vibrál a dolgok rendje fölött.”
Verseit számos nyelvre lefordították, többek között francia, német, portugál, magyar, angol, svéd, török, cseh szerb, bolgár, katalán, spanyol kínai nyelvre.
2020-ban egy a költészetet népszerűsítő projekt keretében Sorescu egyik versének angol fordítását négy hétre kifüggesztették a londoni metró szerelvényeiben.

### Dráma
Drámái az abszurd színházban gyökereznek, és az egzisztencializmus felé haladnak; Greta Brotherus finn újságíró szerint „Beckettnél Isten halott, Sorescunál fáradt.”
Első színdarabja, a Iona (Jónás) 1968-ban jelent meg a Luceafărul című folyóiratban, ugyanebben az évben elnyerte az írószövetség díját, és az 1968/1969-es évadban mutatták be Andrei Șerban rendezésében, George Constantinnal a főszerepben. A bibliai Jónástól eltérően a darab hőse nem menekül, hanem akaratától függetlenül egyik fajta magányból a másikba, börtönből börtönbe kerül, végül rájön, hogy a kiutat nem a külvilágban, hanem saját magában kell keresnie. A darab a Setea muntelui de sare [A sóhegy szomjúsága] trilógia része; a másik két rész a Paracliserul (A templomszolga) és a Matca (a cím többértelmű, jelenthet forrást, folyómedret, méhkirálynőt, anyaméhet; magyarul Forrás címen jelent meg 1972-ben Az esti futár című antológiában, a marosvásárhelyi Nemzeti Színház azonban Méhkirálynő címen hivatkozik rá). A trilógia darabjai kortalanok, azaz nem köthetőek semmilyen történelmi korszakhoz, és semmi nem kapcsolja őket a megírás időpontjához.
Történelmi tárgyú, parabolikus jellegű darabjaiban nem a cselekmény abszurd, hanem maguk a szereplők. Răceala [fordítható megfázásnak, hűvösségnek vagy közönynek] és  A treia țeapă [A harmadik karó] című drámáiban a történelmet csak kiindulópontnak, irodalmi alapanyagnak tekinti, és egyáltalán nem ragaszkodik a történelmi hűséghez a főhősök (II. Mohamed illetve Vlad Ţepes) megformálásakor.
1977 és 1989 között a Magyar Rádió négy darabját mutatta be rádiójáték formájában.

### Festészet
Marin Sorescu a festészetet az írói kiteljesedés eszközének tekintette, olyan tevékenységnek, ami életben tartja a képzeletet. "Két kezem van, és mindkettőt munkára fogom", mondta egyszer, amikor egyszerre festett bal kezével és írt a jobbal. Alkotásai nem egyszerűen költői munkáinak illusztrációi; ami közös a kétfajta kifejezésmódban, az a humor. Festményein gyakran láthatóak mozgásban levő madarak, és számos önarcképet festett. Művei jellemzően kétdimenziósak és hiányzik belőlük a perspektíva, mivel a népi mesterekhez hasonlóan ezeknél fontosabbnak tekintette a művek dinamikáját.
Első kiállítását 1989-ben rendezték Brassóban, majd 1990-ben Kolozsváron, 1991-ben Írországban, 1992-ben Bukarestben. 1992-ben egy párizsi csoportos kiállításon is kiállították műveit.

## Művei
| Versek |
| --- |
| - 1964 - Singur printre poeți - 1965 - Poeme - 1966 - Moartea ceasului - 1968 - Tinerețea lui Don Quijote - 1970 - Tușiți - 1970 - Unghi - 1972 - Singur printre poeți - 1973 - Ocolul infinitului mic pornind de la nimic - 1975 - Norii - 1976 - Poeme Sorescu - 1977 - Trei dinți din față - 1972 - Suflete, bun la toate - 1972 - Rame - Douăzeci și cinci de poezii - 1973 - Astfel - 1973 - Ocolul infinitului mic, pornind de la nimic - 1976 - Descîntoteca - 1978 - Sărbători itinerante - 1979 - Ceramică - 1982 - Fîntîni în mare - 1984 - Drumul - 1987 - Apă vie, Apă moartă - 1989 - Ecuatorul și Polii - 1991 - Poezii alese de cenzură - 1994 - Traversarea - 1995 - Lulu Și Gulu-Gulu : Versuri pentru copii, ilustrate de autor - 1995 - Poemele tuturor tainelor - 1996 - Din grădina copilăriei - Culegere de poezii pentru elevii din clasele I-IV - 1996 - Moment poetic - 1996 - Poezii - 1997 - Puntea (Ultimele) - 1998 - Efectul de piramidă - 1973-1998 - La Lilieci (I-VI), - 2000 - Scrînteala vremii - 2000 - Încoronare |

| Gyermekkönyvek |
| --- |
| - 1966 - Unde fugim de-acasă? - Aproape teatru, aproape poeme, aproape povești - 1987 - Cocostircul Git-Sucit - 1998 - Diligența cu păpuși - 2016 - Se mută circul înapoi - antologie de poezii pentru copii |

| Regények                                                                |
| ----------------------------------------------------------------------- |
| - 1978 - Trei dinți din față - 1982 - Viziunea vizuinii - 1999 - Japița |

| Drámák |
| --- |
| - 1968 - Iona - 1970 - Paracliserul - 1974 - Setea muntelui de sare - 1976 - Matca - Piesă în trei acte - 1980 - Teatru (Răceala, A treia țeapă) - 1984 - Ieșirea prin cer (Iona, Paracliserul, Matca, Pluta Meduzei, Lupoaica mea, Există nervi, Răceala, A treia țeapă) - 1992 - Vărul Shakespeare și alte piese (Luptătorul pe două fronturi, Casa evantai, Vărul Shakespeare) - 1994 - Desfacerea gunoaielor |

| Publicisztika |
| --- |
| - 1969 - Teoria sferelor de influență - 1975 - Insomnii - Microeseuri - 1976 - Starea de destin - 1985 - Ușor cu pianul pe scări : Cronici Literare - 1997 - Biblioteca de poezie românească - 1999 - Jurnal - Romanul Călătoriilor I-VII |

| Műfordítások |
| --- |
| - 1969 - Lisandro Oterro, "Situația" - 1969 - Borisz Paszternak, "Lirice" - 1985 - Tratat de inspirație - 1987 - Justo Jorge Padron, "Gazela de apă" - 1993 - Vasko Popa, "Sare de lup" - 1996 - Tan Swie Hian, "Flori de prun" - 1999 - Andrei Belîi, "Petersburg" |

| Egyéb |
| --- |
| - 2003 - Săgeți postume : epigrame, fabule, parodii, versuri, proză scurtă - 2004 - Bile și cercuri - 2005 - Între linii - 2018 - Jurnal de zi si poezii din perioada studiilor liceale |

| Magyarul megjelent kötetei |
| --- |
| - Hideglelés: két dráma. Ford., utószó Zirkuli Péter. Budapest: Európa. 1967 - Ikaruszosdi: versek. Vál. és ford. Balogh József. Bukarest: Ifjúsági. 1968 - Együtt álmodunk: Marin Sorescu válogatott versei. Ford., utószó Szemlér Ferenc. Budapest: Európa. 1971 - Kerámia: versek. Ford. Balogh József. Bukarest: Albatrosz. 1975 - Hideglelés; Anyaöl: két dráma. Ford. Kántor Erzsébet, Zirkuli Péter, utószó Zirkuli Péter. Budapest: Európa. 1980 - Kéményeink füstje: versek. Vál. és ford. Éltető József. Bukarest: Kriterion. 1980 - Egyszer repülni akartam... Ford. Szávai Géza. Bukarest: Creangă. 1982 - Papirorkán: Versek. Ford. és vál. Farkas Árpád. Bukarest: Kriterion. 1987 - Kábulat. Vál., előszó Kovács András Ferenc; ford. Balogh József et al. Bukarest: Albatrosz. 1987 |

## Kitüntetései
- 1966: a Romániai Írószövetség költészeti díja[2]
- 1968: a Romániai Írószövetség drámairodalmi díja[2]
- 1968: a Román Akadémia díja[3]
- 1970: „Napoli ospite” költészeti díj[3]
- 1970: a Román Akadémia drámairodalmi díja[3]
- 1973: a Romániai Írószövetség költészeti díja[2]
- 1974: a Romániai Írószövetség drámairodalmi díja[2]
- 1977: a Román Akadémia díja[3]
- 1978: a Romániai Írószövetség drámairodalmi díja[2]
- 1978: a firenzei Accademie delle Muse „Le Muse” díja[30]
- 1983: Fernando Riello nemzetközi költészeit díj, Madrid[31]
- 1991: Herder-díj[3]
- 1996: Bukarest díszpolgára[32]
- 1996: Craiova díszpolgára[33]

## Emlékezete
Szülőfalujában emlékházat rendeztek be tiszteletére. A craiovai Nemzeti Színház 2005 óta az ő nevét viseli. Szintén róla nevezték el a craiovai művészeti középiskolát. 2007-ben a stockholmi Román Kulturális Intézet megalapította a Marin Sorescu-díjat, amelyet évente ítélnek oda olyan svéd írónak, aki munkásságával különböző kultúrák között közvetít.

### Versei magyar nyelven
- Marin Sorescu:  Shakespeare.  Korunk,  XXX. évf.  1. sz. (1971. január) [Ford. Saszet Géza|
- Román költők : 61 költő 480 verse 61 fordító tolmácsolásában. mek.oszk.hu (2004. november 19.)  (Hozzáférés: 2024. április 6.)
- Marin Sorescu:  Emlék; Méreg.  Forrás,  XL. évf.  3. sz. (2008. március) [Ford. Antalfy István]
- Marin Sorescu:  Öregek árnyékban.  Parnasszus,  XXII. évf.  1. sz. (2016) [Ford. Király László]